# Deraeocapsus fraternus
Deraeocapsus fraternus är en insektsart som först beskrevs av Van Duzee 1916.  Deraeocapsus fraternus ingår i släktet Deraeocapsus och familjen ängsskinnbaggar. Inga underarter finns listade i Catalogue of Life.